# Sandhamnsligan
Sandhamnsligan kallades en liga som tillverkade och sålde narkotika på 1970-talet. Ligan fick sitt namn för att en av huvudmännen drev Kungliga Svenska Segelsällskapets restaurang i Sandhamn i Stockholms skärgård. Dessutom pågick både tillverkning och försäljning vid och från lokalerna.
Den 15 oktober 1975 greps några av huvudmännen bakom Sandhamnsligan på Stavsnäs brygga i Stockholms skärgård. Målet mot huvudmännen i Sandhamnsligan togs upp vid Stockholms tingsrätt i början av år 1976. Tingsrätten fann de inblandande skyldiga och dömde till långa frihetsstraff för grovt narkotikabrott genom tillverkning och olaga hantering av narkotika. Efter överklagan hos Svea hovrätt sänktes strafftiderna i dom som meddelades 24 maj 1976. Polisens framgångar i kampen mot den organiserade brottsligheten på 1970-talet bidrog till uppmärksamheten. Nya amerikanska polismetoder som avancerad spaning, avlyssning och i vissa fall infiltration visade sig ge efterlängtade resultat, men ledde även till debatt.

## Mediauppmärksamhet
Sprängningen av Sandhamnsligan utvecklade sig snabbt till ett av svensk kriminalhistorias mest uppmärksammade narkotikatillslag med kittlande detaljer kring huvudmännens lyxliv, snabbgående smugglarbåtar och knarkleveranser via förvaringsskåp i tunnelbanan. Mediernas stora intresse för händelsen kan även förklaras med att narkotikaverksamheten kunde sättas i direkt samband med Kungliga Svenska Segelsällskapets (KSSS) restaurang i Sandhamn och Stockholms vid tidpunkten ymniga societetsliv på stans krogar och nattklubbar. De efterföljande rättsprocesserna gav ytterligare näring åt mediecirkusen. Namnkunniga kändisadvokater som Leif Silbersky och Sune Haller dök upp som försvarare till narkotikabrottslingarna och debatten kring det svenska rättssystemet fortsatte.

## Skildringar
Sprängningen av Sandhamnsligan och dess efterspel har skildrats i flera dokumentärer för Sveriges Television och har även filmatiserats av regissören Hannes Holm i långfilmen Himlen är oskyldigt blå  (2010) med Bill Skarsgård i huvudrollen och Peter Dalle i rollen som en av huvudmännen.